# Super Mario
Super Mario ist eine Serie von Videospielen des japanischen Spielkonsolenherstellers und Spieleentwicklers Nintendo. Das erste Spiel der Reihe erschien 1985 mit Super Mario Bros. für den Famicom, zunächst exklusiv in Japan. Als Erschaffer der Spielreihe und der Figur Mario zeichnet Shigeru Miyamoto verantwortlich, der noch immer für den Konzern tätig ist. Bis heute haben sich die Spiele der Serie weltweit über 400 Millionen Mal verkauft, was Super Mario zu einer der bisher meistverkauften Spieleserien macht.

## Spielprinzip
Ziel des Spiels ist es, durch das Besiegen von Gegnern, das Sammeln von Gegenständen und das Lösen von Rätseln in den Leveln weiterzukommen, ohne zu sterben. Der Einsatz von Power-Ups ist ein integraler Bestandteil der Serie. In den 2D-Spielen springt die Spielfigur (normalerweise Mario) auf Plattformen und Gegner, während sie deren Angriffen ausweicht und sich nach rechts auf dem scrollenden Bildschirm bewegt. Die Level müssen innerhalb eines Zeitlimits erreicht werden und führen zum nächsten Level. 

## Geschichte
Zur Vorgeschichte der Super-Mario-Reihe und dem Ursprung der Figur siehe Marios Geschichte.

## Heimkonsolenspiele

### Super Mario Bros.(1985)
1983 erschien die Heimkonsole Nintendo Family Computer (Famicom) in Japan. Da nur gute Softwaretitel einen dauerhaften Erfolg des Systems gewährleisten konnten, übertrug Hiroshi Yamauchi, der Präsident von Nintendo, Shigeru Miyamoto die Leitung eines Teams, das ein neues Spiel für die Konsole entwickeln sollte. Super Mario Bros. wurde in Japan am 13. September 1985 veröffentlicht und zu einem Meilenstein der Videospielgeschichte. In Europa ist der Titel erst zwei Jahre später erschienen.

### Super Mario Bros.: The Lost Levels(1986)
In Japan erschien 1986 das Sequel Super Mario Bros. 2 exklusiv für das Famicom Disk System. Das Spiel entspricht in seinen Grundzügen dem Vorgänger, neben leicht verbesserter Grafik tauchen nun auch Giftpilze auf, die die Spielfigur schrumpfen lassen, und beim Springen muss der Wind einkalkuliert werden, zudem ist Luigi spielbar, der sich erstmals von seinem Bruder spielerisch unterscheidet, da er beim Rennen schlittert und höher als sein Bruder springen kann. Das Spiel war in Japan erfolgreich, wurde jedoch für den Markt außerhalb als zu schwer eingestuft und nicht außerhalb Japans veröffentlicht.
Als Remake namens Super Mario Bros.: The Lost Levels erschien es 1993 auch außerhalb Japans im Rahmen der Spielesammlung Super Mario All-Stars für das SNES sowie als Bonuslevelset in Super Mario Bros. Deluxe für den Game Boy Color.
Außerdem erschien diese japanische Rarität im September 2007 in Europa nochmals – jedoch damals zeitlich begrenzt – als VirtualConsole-Spiel für die Wii. Seit Mitte 2008 war es als Dauerangebot für die Wii-Konsole erhältlich, bis der Wii-Shop 2019 geschlossen wurde. Eine weitere Portierung für das Nintendo-3DS-System folgte Ende 2012.

### Super Mario Bros. 2(1988)
Das Spiel ist ein Remake von Yume Kōjō: Doki Doki Panic (夢工場 ドキドキパニック, Yume Kōjō: Doki Doki Panikku), in dem die Spielfiguren durch Mario-Figuren ersetzt wurden. Aus diesem Grund unterscheidet sich das Spiel in bestimmten Punkten deutlich vom Vorgänger. Beispielsweise besiegt man Gegner nicht mehr durch einen Sprung auf den Kopf, sondern springt ihnen auf den Kopf, nimmt sie hoch und wirft sie gegen andere Gegner. Auch wurde Marios Bewegungsfreiheit erhöht: Im Gegensatz zum 1. Teil und dem japanischen 2. Teil (siehe Super Mario Bros.: The Lost Levels) ist nicht nur ein Scrollen von links nach rechts, sondern auch umgekehrt und sogar vertikal möglich, letzteres allerdings nur bildschirmweise. Zudem sind neben Mario und Luigi erstmals auch Toad und Prinzessin Peach spielbar, wobei sich die Fähigkeiten Sprungkraft, Laufgeschwindigkeit und die Schnelligkeit beim Hochheben von Gegenständen und Gegnern sowie beim Herausziehen von Pflanzen der vier Charaktere deutlich unterscheiden: Mario springt und läuft wie gewohnt, seine Geschwindigkeit beim Hochheben ist durchschnittlich; Luigi läuft schneller als Mario und springt demnach auch höher, strampelt aber in der Luft, wodurch er etwas schwieriger zu handhaben ist und hebt Gegner nicht ganz so schnell hoch. Toad springt nicht so hoch wie Mario, dafür ist er beim hochnehmen von Gegenständen, Pflanzen und Gegnern der schnellste und kann schneller als alle anderen laufen; Peach kann eine Weile in der Luft schweben, hebt allerdings Gegner nur sehr langsam hoch und ist auch die langsamste Läuferin. Das Spiel erschien 1988 in den USA als Super Mario Bros. 2: Mario Madness auf dem Markt. 1992 wurde es als Super Mario Bros. USA auch in Japan veröffentlicht.

### Super Mario Bros. 3(1988)
Der dritte Teil der Reihe folgte bereits 1988 in Japan. Erst 1990 erfolgte die Veröffentlichung in den USA und 1991 in Europa. Super Mario Bros. 3 war der bis dahin umfangreichste Teil der Reihe. Spielprinzip und Handlung orientieren sich am ersten Teil, jedoch gibt es einige Neuerungen. Anstelle der bisherigen statischen Levelabfolge wird die Spielwelt nun auf einer Übersichtskarte präsentiert, auf der Mario sich bewegen und von dort aus die verschiedenen Level betreten kann. Ebenfalls neu waren diverse Anzüge, die Mario spezielle Fähigkeiten verleihen, etwa der Frosch-Anzug zur Verbesserung von Schwimm- und Sprungfähigkeiten, oder der Tanooki-Anzug, mit dem Mario fliegen kann. Die Bewegungsfreiheit der Spielfigur wurde dadurch nochmals erhöht. Auch das verbesserte Scrolling trug dazu bei: Das Scrollen in alle Richtungen der 2D-Welt wurde aus dem Vorgänger übernommen, wobei das vertikale und diagonale Scrollen nun ebenfalls flüssig erfolgt. Zusätzlich gibt es Auto-Scroll-Levels, in denen sich das Bild unabhängig von der Steuerung des Spielers fortbewegt und dieser versuchen muss, die Spielfigur im Bild zu halten. Mit über 17 Millionen verkauften Exemplaren wurde Super Mario Bros. 3 zum bis dahin meistverkauften Videospiel, das nicht zusammen mit einer Konsole verkauft wurde. Allein in den USA betrugen die Einnahmen über 500 Mio. $.

### Super Mario World(1990)
Anlässlich der für 1990 geplanten Veröffentlichung der neuen Heimkonsole Super Famicom (außerhalb Japans unter dem Namen „Super Nintendo Entertainment System“ kommerzialisiert) beauftragte Nintendo Shigeru Miyamoto mit der Entwicklung eines Spiels, das die technischen Möglichkeiten des Systems demonstrieren sollte. Wie beim Vorgänger ist es auch im neuen Spiel, Super Mario World, Marios oder Luigis Aufgabe, die Prinzessin aus den Klauen von Bowser zu befreien, indem einer der Brüder (im Einzelspieler-Modus nur Mario, im Zweispielermodus abwechselnd Mario und Luigi) Levels durchqueren, die von einer Karte aus zugänglich sind. Eine der größten Neuerungen stellt der Dinosaurier Yoshi dar, der Mario (und Luigi) als Reittier dient und mit Hilfe seiner langen Zunge Gegner und Früchte, die Power-ups bringen, verspeisen kann. Dieser taucht in verschiedenen Farben und mit je nach Farbe variierenden weiteren Fähigkeiten im Spiel auf.
Viele Levels besitzen mehrere Ausgänge, die die Entscheidungsfreiheit des Spielers erhöhen und den Zugang zu geheimen Levels öffnen, was dem Spiel einen Wiederspielwert gibt. Super Mario World wurde ein großer Erfolg und zusammen mit dem Super Famicom im Bundle verkauft.

### Super Mario World 2(1995)
Der Nachfolger Super Mario World 2: Yoshi’s Island erschien 1995. Miyamotos ursprüngliche Version des Spiels wurde von Nintendos Marketing-Abteilung zurückgewiesen, da man seine comichafte Grafik für überholt hielt, nachdem sich der zuvor erschienene SNES-Titel Donkey Kong Country mit Rendergrafik als großer Erfolg erwiesen hatte. Daraufhin verstärkte Miyamoto sein Aussehen des Spiels noch, so dass die Grafiken schließlich wie mit Pastellkreide gezeichnet wirkten. Diese Version wurde schließlich akzeptiert und veröffentlicht.
In Super Mario World 2: Yoshi’s Island steuert der Spieler den Dinosaurier Yoshi, der Baby Mario auf seinem Rücken sicher zu dessen Bruder Baby Luigi geleiten muss, der von Baby Bowser gefangen gehalten wird. Während es sich weiterhin um ein 2D-Jump-’n’-Run handelt, bringt der neue Hauptcharakter neue spielerische Möglichkeiten mit sich. Yoshi kann unter anderem Eier werfen, eine Stampfattacke ausführen, kurz fliegen (Flatterflug) oder sich in für begrenzte Zeit in verschiedenartige Fortbewegungsmittel (Auto, Lokomotive, Helikopter, Maulwurf) verwandeln, um neue Bereiche zu erschließen. Wie seine Vorgänger wurde auch Super Mario World 2 zum Erfolg und gilt anerkanntermaßen als eines der besten Jump-’n’-Run-Spiele. So vergab die Total! die Ausnahmewertung Note 1+. Die zu dieser Zeit populäre Video Games bewertete das Spiel in der Ausgabe 9/95 mit 97 %, was die höchste bis dahin vergebene Wertung darstellte. Tetsuhiko „Tet“ Hara, einer der zuständigen Tester, schloss seinen Kommentar mit den Worten „...dieses Spiel grenzt schon fast an ein Wunder!“ ab.

### Super Mario 64(1996)

Logo von Super Mario 64

Auch die Veröffentlichung der nächsten Nintendo-Heimkonsole, des Nintendo 64, wurde von einem Mario-Titel begleitet. Mit Super Mario 64 stieß der Klempner 1996 in die dritte Dimension vor und begründete das Genre der 3D-Plattformspiele. Der Spielverlauf ist nicht linear und die neue Steuerung per Analog-Stick ermöglicht ein umfangreiches Repertoire präziser Bewegungen in alle Richtungen der 3D-Welt und damit eine bislang nicht erzielte Bewegungsfreiheit. Mario kann nicht nur wie bisher laufen, springen, schwimmen und bestimmte Gegenstände tragen, sondern auch schlagen, mehrere verschiedene Sprungtechniken ausführen, mit einer Flügelkappe fliegen und Weiteres. In diesem Spiel gab es auch erstmals Sprachausgabe und damit das Debüt von Marios Synchronsprecher Charles Martinet.
Die Spielgeschichte besteht erneut darin, dass Mario Prinzessin Peach aus den Fängen von Bowser befreien muss und dabei möglichst viele der 120 Power-Sterne finden soll, die im Schloss der Prinzessin verteilt sind. Vom Schloss aus gelangt Mario in die verschiedenen Level, in denen er jeweils Aufgaben zu erfüllen hat, um an die Power-Sterne zu gelangen. Nach der erfolgreichen Rettung der Prinzessin und dem Sieg gegen Bowser winkt für Mario ein Kuchen. Super Mario 64 wurde anfangs zwar nicht zusammen mit dem Nintendo 64 verkauft, wurde aber trotzdem ein großer Erfolg und trug zur Popularisierung des Systems bei. Bis heute gilt Marios 3D-Debüt als einer der bisher einflussreichsten Spieletitel.
Aufgrund des Erfolges wurde Super Mario 64 auch für den Nintendo DS als Spiel umgesetzt, wobei exakt dieselben Welten vorkommen (siehe Super Mario 64 DS). Allerdings kann in dem Spiel nicht nur Mario, sondern auch sein Bruder Luigi, sein habgieriger Vetter Wario und Yoshi gesteuert werden, wobei der Spieler anfangs erst alle drei retten muss, bevor sie zur Verfügung stehen. Jeder der Helden hat seine Vorzüge, so ist Luigi beispielsweise der beste Springer, Wario ist der stärkste Charakter, Yoshi kann Gegner mit seiner langen Zunge verschlucken und Eier werfen und Mario wiederum besitzt keine besonderen Stärken oder Schwächen jedoch ist er der einzige, der den Wandsprung vollführen kann und dessen Dreifachsprung besonders hoch und präzise ist. Alle vier beherrschen die Stampfattacke und können auf Gegner springen. Außerdem müssen die Helden nun 150 Sterne statt 120 suchen. Des Weiteren gibt es nun auch einen Minispiel-Modus, die Minispiele werden während des Spielverlaufs freigeschaltet.

### Super Mario Sunshine(2002)
Mit dem Nintendo GameCube wurde 2002 erstmals eine Nintendo-Heimkonsole nicht gleichzeitig mit einem Super-Mario-Spiel veröffentlicht. Stattdessen erschien mit Luigi’s Mansion ein Spiel mit Marios Bruder Luigi in der Hauptrolle, der Mario aus einem Geisterhaus befreien muss. Der lang erwartete Nachfolger zu Super Mario 64 folgte erst einige Monate später (am 4. Oktober 2002 in Europa). In Super Mario Sunshine reist Mario mit Prinzessin Peach zur Ferieninsel Isla Delfino, muss jedoch feststellen, dass ein Mario-Doppelgänger die gesamte Insel verschmutzt hat. Mit der High-Tech-Wasserspritze Dreckweg 08/17 muss Mario nun die Insel säubern und dem Schmierfinken das Handwerk legen.
Das grundlegende Spielprinzip entspricht dabei dem des Vorgängerspiels: Von der Oberwelt Piazza Delfino aus gelangt Mario in die verschiedenen Levels, in denen es unterschiedliche Aufgaben zu bewältigen gilt, um sogenannte Insignien der Sonne zu erhalten, von denen 120 Exemplare im Spiel zu finden sind. Im Gegensatz zu Super Mario 64 trägt Mario in diesem Spiel jedoch fast immer den besagten Dreckweg 08/17 auf dem Rücken, der die größte Innovation des Spiels darstellt: Durch die Verwendung verschiedener Düsen kann Mario Wasser nicht nur nach vorne verspritzen, sondern auch nach hinten, nach unten und sich die Wasserspritze auch als Raketenrucksack oder als Turboantrieb zunutze machen. Dadurch wird eine noch größere Bewegungsfreiheit als im Vorgänger ermöglicht. Jedoch sind auch einige Spielabschnitte enthalten, in denen Mario ohne Dreckweg einen anspruchsvollen Hindernisparcours überwinden muss, der stärker an die Vorgängerspiele angelehnt ist. Darüber hinaus steht Yoshi erstmals in 3D zur Verfügung.
Zwar verkaufte sich das Spiel nicht ganz so gut wie seine Vorgänger, wurde aber ebenfalls ein Erfolg und steigerte die Verkäufe der GameCube-Konsole. Es wurde für seine, für damalige Verhältnisse, grandiosen Wassereffekte gelobt, steckte jedoch Kritik für die vergleichsweise einfachen und sich oft stark ähnelnden Missionen ein.

### Super Mario 64 DS(2004)
Mit dem Nintendo DS wurde ein Remake des Nintendo-64-Spiels Super Mario 64 namens Super Mario 64 DS am 11. März 2005 in Europa veröffentlicht. Die Änderungen im Spiel waren dreißig zusätzliche Sterne, neue Charaktere und Power-Ups.

### Super Mario Galaxy(2007)
Super Mario Galaxy, ein 3D-Jump-’n’-Run für die Konsole Wii, ist in Europa am 16. November 2007 erschienen, vier Tage nach der Veröffentlichung in den USA am 12. November 2007. Diese englischsprachige Version wurde bereits am 28. Oktober 2007, 15 Tage vor dem eigentlichen Erscheinungstermin, illegal im Internet verbreitet.
Erneut liegt es an Mario, die von Bowser entführte Prinzessin Peach zu befreien, diesmal ist jedoch der Weltraum Schauplatz des Geschehens.
Bewegungen werden vom Spieler erstmals mit der bewegungssensitiven Wii-Fernbedienung gesteuert. Ferner stehen Mario nun ähnlich wie in Super Mario Bros. 3 wieder diverse Kostüme zur Verfügung. Im Laufe des Spiels können ein Bienen-, Geist-, Feuerblumen-, Eis- und Sprungfederkostüm gefunden werden. Zusätzlich gibt es noch den Regenbogen-Stern, welcher Mario für eine gewisse Zeit unverwundbar macht.
Der Soundtrack des Spiels ist orchestriert, was ein Novum für Nintendospiele darstellt. Nintendo hatte es stets abgelehnt, die Midi-Musik in ihren Spielen gegen einen vom Orchester eingespielten Soundtrack auszutauschen. Der Soundtrack verbindet beide Arten.
Super Mario Galaxy wurde von den Kritikern als eines der bislang besten Spiele der Mario-Reihe gelobt. Das Spiel erhielt weltweit Spitzenwertungen und rangierte auf Gamerankings.com hinter The Legend of Zelda: Ocarina of Time auf Platz 2 der bestbewerteten Spiele, bis es von Grand Theft Auto IV abgelöst wurde, allerdings ist das Spiel Ende Juni 2009 wieder vorbeigezogen und stand somit wieder auf Platz 2. Zudem gewann das Spiel mehrere Auszeichnungen zum Spiel des Jahres 2007 – u. a. von Gamespot.com sowie Gametrailers.com. Als besonders herausragend befand der Großteil der Presse das abwechslungsreiche Leveldesign mit im Weltall schwebenden Planeten und Galaxien sowie die intuitive Steuerung.
Super Mario Galaxy wurde von Nintendos Tokyo Studio entwickelt, das auch für Donkey Kong Jungle Beat verantwortlich war.

### New Super Mario Bros. Wii(2009)
New Super Mario Bros. Wii (japanisch スーパーマリオブラザーズWii) wurde auf der E3 2009 vorgestellt. Erstmals ist es möglich, mit vier Spielern die Level zu erkunden. Spielt man zu viert, steuert der erste Spieler Mario, die anderen drei Spieler können es sich aussuchen ob sie mit Luigi, dem gelben Toad oder dem blauen Toad spielen möchten. Dabei ist es nicht sonderlich notwendig, zusammenzuarbeiten. Man kann die eingesammelten Punkte auch selber einstreichen, ohne zu teilen. Allerdings ist es auch nicht von Nachteil, sich mit den anderen Spielern als Team zu präsentieren. Am Ende jedes Levels werden die Spieler aufgrund ihrer Punkte, der Anzahl der gesammelten Münzen und der Anzahl der besiegten Feinde eingestuft.
Zum Spielen wird entweder die Wii-Mote waagerecht gehalten und das Nunchuk nicht benutzt oder die Remote senkrecht gehalten und das Nunchuk zur Richtungssteuerung verwendet. Nun ist die Grafik in 3D, das Spielprinzip ist aber zweidimensional gehalten. Es gibt folgende Power-Ups: Propelleranzug und -block, mit denen man fliegen kann, Pinguin-Mario und Eisblume, die es erlauben, Gegner zu vereisen, Feuer-Mario, Minipilz, Superstern, Leuchtblock, mit dem man in dunklen Arealen eine größere Sichtfläche hat, Pow-Block und Yoshi. Pinguin-Mario hat auf Eis den Vorteil, dass er nicht ausrutscht und kann sehr schnell auf dem Eis „schliddern“.

### Super Mario Galaxy 2(2010)
Super Mario Galaxy 2 wurde auf der E3 2009 vorgestellt. Folgende Features kann Mario benutzen: Feder-Mario, Bienen-Mario, Geist-Mario, Fels-Mario, Kreisel-Mario (um sich durch Planeten oder Hindernisse zu bohren), Wolken-Mario (durch Drehangriffe können bis zu drei Wolken produziert werden) und Feuer-Mario (zeitlich begrenzt).
Yoshi spielt in diesem Spiel eine wichtige Rolle. Neben der klassischen Fähigkeit mit der Zunge Gegner und Gegenstände zu schlucken, kann er zudem mit verschiedenen Früchten verschiedene Fähigkeiten erlangen, wie z. B. Fliegen (blaue Frucht, blauer Yoshi), für kurze Zeit einen hohen Geschwindigkeitsschub bekommen (rote Frucht, roter Yoshi) oder für kurze Zeit über Plattformen laufen, die sonst nicht zugänglich sind (goldene Frucht, goldener Yoshi). Gelegentlich kann der Spieler am Anfang eines Level auch Luigi als Spielfigur auswählen. Er hat die gleichen Fähigkeiten wie Mario, kann jedoch etwas höher springen und rutscht mehr am Boden. Zudem ist beim erneuten Durchspielen eines Levels dann ein Geist von Luigi vorhanden.
Ebenfalls ein neues Feature stellt der Kosmo-Assistent dar, der in ähnlicher Form schon in New Super Mario Bros. Wii erschien ist. Wenn man an einem Level mehrmals in Folge scheitert, erscheint eine „Kosmische Erscheinung“ in Form einer Schatten-Rosalina. Wenn gewünscht, wird der Level dann vom Computer gelöst. Allerdings bekommt man am Ende des Levels einen bronzenen Stern, der nicht zur Anzahl aller Sterne beiträgt.
Der zweite Spieler wurde stark verbessert, er ist jetzt ein rotes Luma und kann, genau wie im ersten Teil, Gegner anhalten und Sternteile einsammeln. Außerdem hat er nun zusätzliche Fähigkeiten wie Münzen und Leben für Mario einzusammeln, Gegner zu besiegen und Kisten zu zerstören. Das Spiel erschien am 23. Mai in den USA, am 27. Mai in Japan, am 11. Juni 2010 in Deutschland und am 1. Juli in Australien.

### New Super Mario Bros. U(2012)
Am 30. November 2012 ist New Super Mario Bros. U für die Wii U erschienen, ein 2D-Super-Mario-Ableger. Das Spiel kam am gleichen Tag wie die Konsole auf den Markt. Das Spielprinzip ähnelt stark den vorherigen New Super Mario Bros.-Teilen. Wieder ist es möglich, zu viert miteinander zu kooperieren oder anzutreten. Es gibt zahlreiche neue Gegner (z. B. das Feisthörnchen in Welt 1-1) Es werden einige Funktionen der Wii U genutzt, beispielsweise das soziale Netzwerk Miiverse, das OffTV-Feature und HD-Grafiken. Für diesen Titel erschien auch ein Zusatzinhalt, den DLC New Super Luigi U, der 2013 mit Luigi’s Mansion 2 zum Jahr des Luigi erschien.

### Super Mario 3D World(2013)
Mitte 2011 bestätigte Yoshiaki Koizumi, der Produzent der 3D-Super-Mario-Spiele, die Entwicklung eines neuen Ablegers. Am 11. Juni 2013 stellte Nintendo das Wii-U-Spiel als Super Mario 3D World vor. Es handelt sich um einen direkten Nachfolger von Super Mario 3D Land, der simultanen Mehrspieler-Modus für bis zu vier Personen bietet. Unter anderem kann man als Peach und erstmals in einem Mario-Jump-’n’-Run als Rosalina spielen. Das Spiel kam weltweit am 29. November 2013 auf den Markt. Super Mario 3D World ist eines der Mario-Spiele, in denen es Extra-Welten gibt. Am 3. September 2020 wurde eine überarbeitete Version für die Nintendo-Switch angekündigt, welche am 12. Februar 2021 in den Handel kam. Im Rahmen der Neuveröffentlichung wurde als weiteres Spiel Bowser’s Fury hinzugefügt, das ebenfalls von Anfang an spielbar ist.

### Super Mario Odyssey(2017)
Super Mario Odyssey wurde erstmals am 20. Oktober 2016 in einem Nintendo-Switch-Trailer gezeigt. Am 13. Januar 2017 kündigte Nintendo das Spiel offiziell bei der Nintendo-Switch-Präsentation an. Seit dem 27. Oktober 2017 ist das Spiel im Handel.

### New Super Mario Bros. U Deluxe(2019)
Am 11. Januar 2019 erschien New Super Mario Bros. U Deluxe für Nintendo Switch. Bei dem Spiel handelt es sich um eine Neuauflage des 2012 für die Wii U erschienenen New Super Mario Bros. U. Daneben ist auch New Super Luigi U in der Neuauflage enthalten. In diesem Spiel nimmt Bowser mit seinen Koopalingen das gesamte Schloss von Prinzessin Peach ein.

### Super Mario Bros. Wonder(2023)
Am 20. Oktober 2023 erschien Super Mario Bros. Wonder für Nintendo Switch. Dort nimmt Bowser das Schloss im Blumenkönigreich ein, das Prinz Florian gehört. Nun muss Mario das Königreich und dessen Bewohner, die Poplins, retten und alle helfen mit. Man kann in die Rollen von Mario, Luigi, Prinzessin Peach, Prinzessin Daisy, Toad, Toadette, Yoshi und Mopsie schlüpfen. Es geht durch 7 verschiedene Welten, überall erwarten den Spieler die Welt verändernde Wundereffekte.

## Handheld-Spiele
Die Super-Mario-Jump-’n’-Run-Reihe für Nintendos Heimkonsolen galt bis zum Erscheinen des Nintendo-DS-Titels New Super Mario Bros. als Mario-„Hauptreihe“, stellt jedoch nur einen Teil aller Mario-Spiele dar. Auch die Markteinführung tragbarer Nintendo-Systeme wurde stets mit der Veröffentlichung eines Mario-Jump-’n’-Runs begleitet, was dazu beitrug, dass sich die Geräte von Beginn an gut verkauften und Nintendos Anteil am Handheld-Markt von rund 99 Prozent sicherten.

### Game & Watch

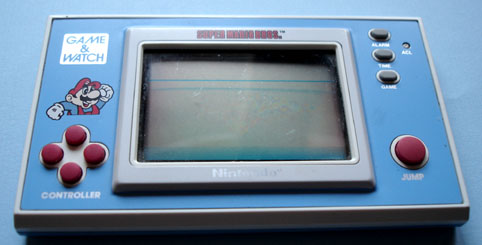
Super Mario Bros. als Game-&-Watch-Spiel

Die Game-&-Watch-LCD-Spiel-Reihe hatte bereits im Jahr 1980 mit dem Spiel Ball ihren Anfang genommen, jedoch stieg deren Beliebtheit mit der Veröffentlichung mehrerer auf den Donkey-Kong-Arcade-Spielen und Mario Bros. basierender Game-&-Watch-Titel von 1982 bis 1984. Im 1983 veröffentlichten Mario’s Cement Factory bewegt sich Mario laufend und springend durch eine Zementfabrik, um sicherzustellen, dass der fließende Zement in die Transporter geleitet wird. 1986 und 1988 erschienen außerdem zwei LCD-Spiel-Versionen von Super Mario Bros.

### Game Boy
Gleichzeitig mit dem tragbaren Videospielsystem Game Boy wurde 1989 das Spiel Super Mario Land veröffentlicht. Obwohl Shigeru Miyamoto nicht an der Entwicklung beteiligt war, wurde das Spiel ein großer Erfolg. 1992 folgte der Nachfolger Super Mario Land 2: 6 Golden Coins und 1994 Super Mario Land 3: Wario Land.
In Super Mario Land 2 wurde mit Wario ein weiterer Antagonist Marios eingeführt, der in Super Mario Land 3 sogar die Haupt- und Spielfigur darstellte. Es folgten vier weitere Wario-Land-2D-Jump-’n’-Runs und andere Wario-Spiele für verschiedene Nintendo-Spieleplattformen.

### Game Boy Color
Der Game Boy Color erschien 1999 gleichzeitig mit dem Spiel Super Mario Bros. Deluxe, einer verbesserten Version von Super Mario Bros. mit simultanem Zweispielermodus und Game-Boy-Printer-Unterstützung.

### Game Boy Advance
Mit Super Mario Advance war auch zum Verkaufsstart des Game Boy Advance 2001 ein Mario-Titel erhältlich. Hierbei handelt es sich um eine verbesserte Neuauflage von Super Mario Bros. 2: Mario Madness, inklusive einer Vierspieler-Version von Mario Bros. Auch bei den Nachfolgern Super Mario World: Super Mario Advance 2 (2002), Yoshi’s Island: Super Mario Advance 3 (2002) und Super Mario Bros. 3: Super Mario Advance 4 handelt es sich um technisch verbesserte und um den Mario-Bros.-Mehrspielermodus ergänzte Neuauflagen. Das 2004 erschienene Spiel Mario VS Donkey Kong hingegen stellt eine Neuentwicklung dar, die sich spielerisch an Donkey Kong orientiert. In diesem Spiel hat der Spieler verschiedene Spielabschnitte zu meistern, indem er Mario Rätsel- und Geschicklichkeitsaufgaben bewältigen lässt, um schließlich die von Donkey Kong gestohlenen Spielzeug-Marios zurückzuerlangen.
Außerdem erschien auf Game Boy Advance auch ein Spiel mit dem Namen Mario und Luigi Superstar Saga, indem es darum geht, als Mario und Luigi die liebliche Stimme von Prinzessin Peach, die von der bösen Hexe Lugmilla geklaut wurde, zurückzuholen. Da der Nintendo Game Boy Advance mit dem Nintendo GameCube erschienen ist, gibt es zudem eine Möglichkeit diese beiden Geräte zu verbinden. Über ein Link-Kabel ist es möglich den Nintendo GameCube mit dem Game Boy zu verbinden und somit exklusive Funktionen nutzen zu können, wie z. B. in Animal Crossing, wo man nur so eine tropische Insel besuchen kann.

### Nintendo DS

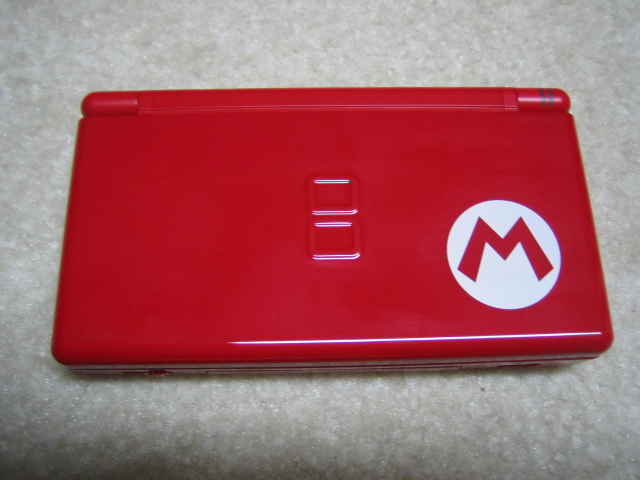
Nintendo DS Lite in der roten Mario-Ausführung mit typischem 'M'-Emblem

Das 2004 in den USA und Japan und 2005 in Europa und Australien erschienene System Nintendo DS kam gleichzeitig mit Super Mario 64 DS in die Läden. Das Spiel ist eine tragbare Version des Nintendo-64-Titels mit Mehrspieler-Modus und weiteren Neuerungen. Mit Yoshi: Touch & Go erschien 2005 außerdem ein Titel, in dem Baby Mario zusammen mit Yoshi die Hauptrolle spielt. Mit New Super Mario Bros. erschien 2006 ein weiteres, komplett neu entwickeltes Mario-Jump-’n’-Run für den Nintendo DS. Dabei handelt es sich um ein Jump ’n’ Run im klassischen Mario-2D-Spielstil, jedoch erweitert um moderne 3D-Grafik und neue Bewegungsmöglichkeiten und Spielmodi für bis zu vier Spieler. Am 1. Dezember 2006 erschien die Fortsetzung zu Yoshi’s Island für den Nintendo DS. Ebenfalls 2006 erschien mit dem Spiel Mario vs. Donkey Kong 2: Marsch der Mini Marios eine Fortsetzung zu dem erfolgreichen GBA-Spiel. Dieses Spiel setzt noch ein wenig mehr auf Puzzle-Elemente als sein Vorgänger. Ebenfalls mit von der Partie war Mario und Luigi zusammen durch die Zeit der Nachfolger des Spiels Mario und Luigi Superstar Saga. Die Spielmechanik ist dieselbe wie bereits auf dem Game-Boy-Advance-Vorgänger. Diesmal jagt man jedoch nicht nur Peaches Stimme hinterher; die böse Shroob-Königin vom Shroob-Planeten kam mit ihren Shroobs ins Pilzkönigreich, um das Land zu unterwerfen. Das ganze spielt in der Vergangenheit vom Pilzkönigreich. Nebenbei entführte sie noch die geliebte Peach, die sich gerade auf einer Zeitreise befand um sich die Herrschaft über die Zukunft zu sichern.

### Nintendo 3DS

#### Super Mario 3D Land(2011)
Super Mario 3D Land ist ein dreidimensional dargestellte Mario-Spiel auf einer tragbaren Konsole. Es ist in Europa am 18. November 2011 für den Nintendo 3DS erschienen. Auch in diesem Spiel muss der Klempner Mario Prinzessin Peach aus Bowsers Klauen befreien. In 8 Welten und 8 Spezialwelten muss sich Mario gegen seine Gegner beweisen.

#### New Super Mario Bros. 2(2012)
New Super Mario Bros. 2 wurde erstmals mit Schnappschüssen bei der Nintendo-Direct-Konferenz Ende April 2012 vorgestellt. Es erschien August 2012 für den 3DS und orientiert sich stark an New Super Mario Bros. Wii, der Schwerpunkt ist allerdings das Einsammeln von Münzen.

## Weitere Spiele
Zu den weiteren Spielen und Spielreihen mit der Spielfigur Mario siehe Weitere Mario-Spiele

### Ableger
Aus keiner anderen Videospiel-Reihe gingen so viele erfolgreiche Ableger-Spiele hervor wie aus der Super-Mario-Reihe.
In Super Mario Land 2 tauchte erstmals Marios dicker Widersacher Wario auf, der in Wario Land – Super Mario Land 3 zum Protagonisten wurde. Aus diesem Spiel ging die Jump-’n’-Run-Reihe Wario Land hervor und etablierte Wario als eigenständigen Spielehelden, dessen Erfolg sich bereits in zahlreichen Wario-Spielen wie zum Beispiel Wario World manifestiert hat.
Yoshi entwickelte sich ebenfalls zum titelgebenden Helden mehrerer Spiele, und auch Luigi ist mit Luigi’s Mansion und dem 2013 erschienenen New Super Luigi U bereits titelgebender Protagonist eines Spiels. Der 2005 in Japan erschienene Nintendo-DS-Titel Super Princess Peach stellt ferner das erste Spiel mit Prinzessin Peach in der Hauptrolle dar.

### Plagiate

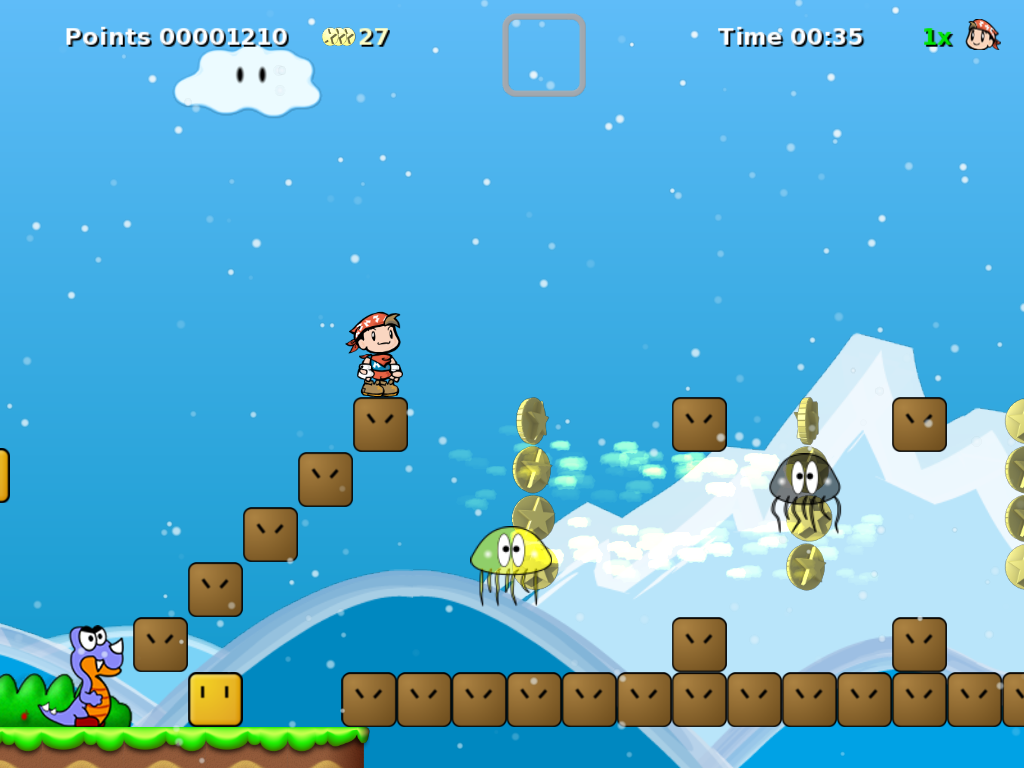
Screenshot des freien Jump 'n' Runs Secret Maryo Chronicles

Abgesehen vom Arcade-Spiel Mario Bros., das für diverse Spielkonsolen anderer Hersteller umgesetzt wurde, einigen PC-Edutainment-Titeln und Hotel Mario, einem über ein Lizenzabkommen mit Nintendo 1994 von Philips veröffentlichten CD-i-Spiel, erschienen Mario-Spiele bislang exklusiv für Nintendo-Systeme. Allerdings gab es Versuche von Konkurrenzfirmen, das erfolgreiche Spielkonzept zu kopieren und auf anderen Hardware-Plattformen zu vermarkten. 1987 erschien das in Westdeutschland von Rainbow Arts entwickelte Spiel The Great Giana Sisters für den Heimcomputer Commodore 64 (später auch für Atari ST und Amiga). Spieler und Kritiker waren sich einig, dass es sich um eines der besten Spiele für den C64 handele. Ein entscheidender Grund für die Qualität und Beliebtheit von Giana Sisters war jedoch der Umstand, dass es sich sehr stark an Super Mario Bros. orientierte. Das Spiel verschwand aus dem Handel. Mehr als 20 Jahre später erschien im April 2009 jedoch mit dem Spiel Giana Sisters DS auf dem Nintendo DS eine überarbeitete Version des Spiels.
Darüber hinaus existieren diverse inoffizielle Super-Mario-Portierungen, unter anderem auch für den wissenschaftlichen Taschenrechner TI-92 und Voyage 200.